# Poecilotriccus luluae
Poecilotriccus luluae é uma espécie de passeriforme da família Tyrannidae.
É endêmica de matas úmidas, geralmente perto de bambu, nas terras altas do Amazonas e San Martín no norte do Peru.
Está ameaçada por perda de habitat e, consequentemente, é considerada vulnerável pela BirdLife International e IUCN.